# 자바 암호화 확장
자바 암호화 확장 기능(Java Cryptography Extension, JCE)은 정식으로 출시된 표준 확장이다. 자바 플랫폼과 일부 Java 암호화 아키텍처(JCA). JCE는 암호화, 키 생성 및 키 협약 및 메시지 인증 코드 (MAC) 알고리즘을 위한 프레임워크 및 구현을 제공한다. JCE는 메시지 다이제스트 및 디지털 서명의 인터페이스 및 구현을 포함하는 Java 플랫폼을 보완한다. 사용 중인 Java 플랫폼의 버전에 맞게 설치해야 한다.